# Kanshi
Kanshi est une commune du sud de la ville de Mbuji-Mayi en république démocratique du Congo.

## Histoire
La commune de la Kanshi figure parmi les anciennes communes de cette ville, c'est le premier endroit qu'avaient occupé les Belges à leurs arrivée dans cette ville. La ville miba se situe dans celle-ci. 

## Administration
Avec 77 561 électeurs recensés en 2018, Kanshi a le statut de commune urbaine de moins de 80 000 électeurs, elle compte 7 conseillers municipaux en 2019.